# Lotus peczoricus
Lotus peczoricus är en ärtväxtart som beskrevs av Miniaev och Ulle. Lotus peczoricus ingår i släktet käringtänder, och familjen ärtväxter. Inga underarter finns listade i Catalogue of Life.